# 中原道夫 (俳人)
中原 道夫（なかはら みちお、1951年4月28日 - ）は、日本の俳人。卓抜な機知を駆使し21世紀の風狂の俳諧師と呼ばれる。代表句に「白魚のさかなたること略しけり」「飛込の途中たましひ遅れけり」「瀧壺に瀧活けてある眺めかな」など。

## 来歴
新潟県西蒲原郡岩室村（現・新潟市西蒲区）出身。1974年に多摩美術大学卒業、博報堂に入社。アートディレクターとして勤務。1980年ごろより社内の俳句同好会で、俳句を始める。翌年「馬酔木」編集長だった福永耕二の指導を受ける。福永耕二没後、1982年に能村登四郎（「沖」主宰）に師事。1984年、第12回沖新人賞受賞、「沖」同人。1986年、第1回俳句研究賞で、上田五千石、藤田湘子の推挙を得たことにより俳壇の注目を浴びる。1989年、第1句集『蕩児』により第13回俳人協会新人賞受賞。1993年、第2句集『顱頂（ろちょう）』により第33回俳人協会賞受賞。この賞はベテランの受賞が通例であり中原の受賞は異例の出来事であった。1998年俳句結社「銀化」創刊、主宰。その後の句集に『アルデンテ』『銀河』『歴草（そふぎ）』『巴芹（ぱせり）』など。
2010年現在、新潟日報俳句欄選者、「俳句研究」読者俳句欄選者、BS俳句王国選者、日本文藝家協会会員、俳人協会幹事などを務める。

## 著書
句集
- 『蕩児』（1989年、富士見書房）
- 『顱頂』（1993年、角川書店）
- 『アルデンテ』（1996年、ふらんす堂）
- 『銀化』（1998年、花神社）
- 『歴草』（2000年、角川書店）
- 『不覚』（2003年、角川書店）
- 『巴芹』（2007年、ふらんす堂）
- 『蝶意 和英對譯句集』ジェイムズ・カーカップ, 玉城周 譯. 邑書林, 2009.10
- 『緑廊（パーゴラ）』（2007年、角川学芸出版）
- 『天鼠』（2011年、沖積舎）
- 『百卉 句集』角川書店, 2013.8
- 『一夜劇 句集』ふらんす堂, 2016.10
- 『彷徨 中原道夫句集』ふらんす堂, 2019.2
- 『橋』書肆アルス、2022.4
- 『九竅』エデュプレス、2023.9

撰集
- 『中原道夫1008句』（1999年、ふらんす堂）
- 『中原道夫作品集成 2』ふらんす堂, 2003.10
- 『セレクション俳人　中原道夫集』（2008年、邑書林）

その他
- 『中原道夫俳句日記』（2001年、ふらんす堂）、
- 『食意地一ぬ日記』（2001年、邑書林）
- 『百句百話』ふらんす堂, 2013.8
- 『ブキミ文字小辞典』喜怒哀楽書房, 2020.7

### 共編
- 『音の一句』有馬朗人,宇多喜代子,星野椿, 三重県俳句協会共編. 角川学芸出版, 2005.7
- 『木の一句』有馬朗人, 宇多喜代子,星野椿, 三重県俳句協会共編. 角川学芸出版, 2006.7
- 『山の一句』有馬朗人, 宇多喜代子,星野椿, 三重県俳句協会共編. 角川学芸出版, 2007.7
- 『光の一句』有馬朗人, 宇多喜代子,星野椿, 三重県俳句協会共編. 角川学芸出版, 2008.7
- 『火の一句 俳句のくにから』有馬朗人, 宇多喜代子,星野椿, 三重県俳句協会共編. 角川学芸出版, 2009.8
- 『国の一句 俳句のくにから』有馬朗人, 宇多喜代子,星野椿, 三重県俳句協会共編. 角川学芸出版, 2010.8
- 『比奈夫百句』 (百句他解シリーズ 後藤比奈夫共著 ふらんす堂, 2011.4
- 『人の一句 俳句のくにから』有馬朗人, 宇多喜代子, 星野椿, 三重県俳句協会共編. 角川学芸出版, 2011.8
- 『日本の歳時記』宇多喜代子,西村和子,片山由美子,長谷川櫂共編著, 小学館編. 小学館, 2012.1
- 『日本の歳時記 読んでわかる俳句 春・夏・秋・冬・新年』宇多喜代子, 西村和子,片山由美子,長谷川櫂 共編集委員. 小学館, 2014.